# Amphicoma corinthia
Amphicoma corinthia là một loài bọ cánh cứng trong họ Glaphyridae. Loài này được Fairmaire miêu tả khoa học năm 1891.